# Philip Schulz-Deyle
Philip Schulz-Deyle (* 9. Januar 1972 in Hamburg) ist ein deutscher Filmproduzent.

## Leben
Philip Schulz-Deyle ging auf ein Gymnasium in München, welches er im Anschluss an einen Schüleraustausch in die USA verließ. Er besuchte von 1996 bis 2000 die Hochschule für Fernsehen und Film (HFF) in München, wo er die Fächer Produktion und Medienwirtschaft belegte. Im Jahr 1997 gründete er gemeinsam mit seinem Bruder Florian die Deyle & Schulz-Deyle Entertainment GbR (DSD). Während seiner Studienzeit fungierte er gemeinsam mit Florian Schwarz als Produzent bei dem Film Road to Palermo in dem Martin Semmelrogge als Darsteller zu sehen war. Seit 1999 ist er als Produzent für die Tele Norm Film GmbH tätig. Von 2002 bis 2005 arbeitete er mit dem Mitbegründer Dan Maag für die Orange Pictures GmbH & Co. KG., deren Inhaber und Geschäftsführer er war. Seit 2006 ist er Geschäftsführer der Tele Norm Film GmbH (TNF), des Bayerischen Filmzentrums für TV-Produktionen und ebenfalls für die Deyle und Richter Filmproduktion tätig.
Philip Schulz-Deyles Bruder Florian ist ebenfalls als Filmproduzent tätig und arbeitet eng mit ihm zusammen, so produzierten sie beispielsweise Waffenstillstand und Eine ganz heiße Nummer gemeinsam.

## Filmografie (Auswahl)
- 1997: Maria and Joseph
- 1998:	Road to Palermo
- 2004: Salon Brasil
- 2005: Dead Fish (Herstellungsleitung)
- 2006: Die Chaoscamper (RV, Herstellungsleitung)
- 2006: Streets of Rio (Show de Bola)
- 2006: Open Water 2 (Open Water 2: Adrift)
- 2007: Hunting Party – Wenn der Jäger zum Gejagten wird (The Hunting Party, Herstellungsleitung)
- 2008: Der rote Baron (The Red Baron, Co-Produzent)
- 2010: Habermanns Mühle (Habermann, Herstellungsleitung)
- 2009: Ohne Gnade
- 2009: Waffenstillstand
- 2011: Eine ganz heiße Nummer
- 2013: Blutsschwestern – jung, magisch, tödlich
- 2013: Ohne Gnade
- 2015: Zwei Familien auf der Palme
- 2015: Eine ganz heiße Nummer - Alle nackert!
- 2016: Snowden
- 2019: Eine ganz heiße Nummer 2.0

## Auszeichnungen
Im Jahr 2009 erhielt Philip Schulz-Deyle gemeinsam mit Florian Deyle und Martin Richter den VGF-Nachwuchsproduzentenpreis für den Film Waffenstillstand, die Auszeichnung wurde ihm am 15. Januar 2010 im Münchner Prinzregententheater überreicht. Dieser Film wurde zuvor bereits mit dem Publikumspreis in Zürich, dem Ecumenical Prize in Montréal und den Förderpreis Deutscher Film in Hof ausgezeichnet.
2012 war Eine ganz heiße Nummer in der Kategorie „Film National“ als Beste Komödie für den Bambi nominiert.
2016 erhielt er gemeinsam mit Moritz Borman den Bayerischen Filmpreis für Snowden.